# ملاتيوس الثاني الدوماني
ملاتيوس الثاني الدوماني (8 تشرين الثاني/نوفمبر 1837 - 25 كانون الثاني/يناير 1906)، هو ميخائيل موسى الدوماني بطريرك أنطاكية وسائر المشرق للروم الأرثوذكس منذ عام 1899 حتى عام 1906. هو أول بطريرك عربي يعتلي سدة الكرسي الأنطاكي منذ عام 1724. اهتم ملاتيوس الثاني بتعزيز العِلم والآداب وعُرف عنه تأسيسه مدرسة دير سيدة البلمند البطريركي مطلع القرن العشرين.

## نشأته وحياته
ولد ميخائيل موسى الدوماني في دمشق في 8 تشرين الثاني 1837، ونشأ فيها ودرس في رحاب المدرسة البطريركية من ثم المدرسة الإكليريكية البطريركية في دمشق والتي كانت تحت إشراف الكاهن يوسف مهنا، أو يوسف الدمشقي. سيم ميخائيل الدوماني كاهناً في 22 أيار 1860 متخذاً اسم "ملاتيوس." 

## مطرانية اللاذقية
قام البطريرك الأنطاكي إيروثيوس بسيامة ملاتيوس أسقفاً على مدينة اللاذقية في 19 تشرين الثاني 1865. أسس ملاتيوس مدرسةً للذكور في المدينة عام 1867، وحاز في عام 1869 على الوسام المجيدي من الدرجة الرابعة من السلطان العثماني عبد العزيز وعلى وسام المخلص الذهبي الخاص بالخيالة الملكية من جورج الأول ملك اليونان. وفي مطلع السبعينات من القرن التاسع عشر، احتج ملاتيوس لدى الحكومة العثمانية في إسطنبول على المضايقات التي تجري من قبل السلطات المحلية بحق مسيحيي اللاذقية، مما أثار غضب السلطات ودفع بالبطريرك الأنطاكي إيروثيوس إلى عزل كل من ملاتيوس و صفرونيوس مطران طرابلس من منصبيهما في 18 شباط 1873. إلا أن أزمة ملاتيوس لم تستمر طويلاً، فقد تولّى محمد باشا ولاية سوريا في ذلك العام والذي كان مقرباً من ملاتيوس، فأعاد له الاعتبار وقام البطريرك إيروثيوس على إثرها بتعيين ملاتيوس مطراناً على طرابلس.

## تعريب الكرسي الأنطاكي
في عام 1724 انشقت طائفة الروم الأرثوذكس في سورية العثمانية وظهرت طائفة الروم الملكيين الكاثوليك بقيادة كيرلس طاناس. وخوفاً من توسع الانشقاق وخسارة الكنيسة الأنطاكية الأرثوذكسية لمزيد من رعاياها نتيجة الجهل المستشري بين أبنائها وتدخلات القوى الأجنبية وخاصة فرنسا والتي كانت تحمي وتدعم الكنائس الكاثوليكية في الشرق. طالب الشعب والإكليروس (رجال الدين) البطريركية المسكونية في القسطنطينية (اسطنبول) بتعيين بطريرك يوناني على سدة الكرسي الأنطاكي الأرثوذكسي، وتحقق ذلك بتعيين سيلفستروس القبرصي بطريركاً لأنطاكيا وسائر المشرق للروم الأرثوذكس عام 1724.
مع حلول نهاية القرن التاسع عشر، عاد الشعب الأنطاكي (وخاصة ما سُمي بالفريق الوطني) للمطالبة بتولي بطريرك عربي سدة الكرسي الأنطاكي، وزاد من حدة هذه المطالب فظاظة البطريرك اليوناني اسبيريدون (الذي تولى السدة البطريركية عام 1891) وسوء معامتله للرعية والإكليروس العرب. وفي حزيران 1897 حمل ناظم باشا والي سورية شكاوي الشعب الأنطاكي إلى السلطان العثماني عبد الحميد الثاني والذي وجه باجتماع المجمع الأنطاكي الأرثوذكسي لإيجاد حل للمشكلة. تدخل بطاركة القسطنطينية وأورشليم (القدس) والإسكندرية (وكلهم يونان) إضافة إلى الهيئات الثقافية والرعايا اليونان في سورية لصالح اسبيريدون، بينما أُشيع عن تدخل روسي لصالح الفريق الوطني  وبعد صد ورد ومداولات عديدة نال الوطنيون مطلبهم وقدم اسبيريدون استقالته في شهر كانون الثاني عام 1898. وفي منتصف عام 1899 انتخب المجمع الأنطاكي المقدس ملاتيوس بطريركاً لأنطاكية وسائر المشرق للروم الأرثوذكس تحت اسم ”ملاتيوس الثاني،“ وفي 23 تشرين الأول 1899 أصدر السلطان عبد الحميد الثاني مرسوماً بقبول نتائج الانتخاب وتصديق تولي ملاتيوس السدة البطريركية.

## ملاتيوس بطريركاً
عقب انتخابه، قام ملاتيوس الثاني بعقد مجمع لمطارنة أنطاكية للروم الأرثوذكس الذين قاموا بإقرار عدة بنود إصلاحية، ومنها تأسيس مدرسة في دير سيدة البلمند البطريركي عام 1900. وكان لملاتيوس فضل في تعزيز الآداب فأنشأ مكتبة ضمت 4000 كتاب واعتنى بمطبعة الدار البطريركية في دمشق وأسس الجمعيات الخيرية.
توفي ملاتيوس الثاني في دمشق في 25 كانون الثاني 1906 في إثر سكتة دماغية حادة.